# ۱۱۶۹ (قمری)
۱۱۶۹ (قمری)، هزار و صد و شصت و نهمین سال در گاهشماری هجری قمری است. اول محرم این سال برابر با هفتم اکتبر سال ۱۷۵۵ میلادی است.